# Chile, las imágenes prohibidas
Chile, las imágenes prohibidas es una miniserie documental producida y transmitida por Chilevisión. Fue estrenada el 14 de agosto de 2013 y finalizó el 4 de septiembre de 2013, estuvo bajo la conducción del actor Benjamín Vicuña.

## Antecedentes
El programa fue gestado con motivo del cuadragésimo aniversario del Golpe de Estado llevado a cabo en Chile el 11 de septiembre de 1973. Muestra material audiovisual inédito obtenido durante la dictadura militar liderada por Augusto Pinochet entre 1973 y 1990.

## Producción
El concepto de Chile, las imágenes prohibidas surgió en mayo de 2012, cuando Pedro Azócar (editor periodístico del programa), Patricio Caldichoury (director de prensa de Chilevisión) y Paz Díaz (jefa de producción de Chilevisión noticias) tuvieron la idea de exhibir vídeos de la dictadura en Chile registrados por corresponsales de medios extranjeros, como Pablo Salas y Raúl Cuevas.
Después de recopilar y revisar más de trescientas horas de metraje en formato VHS, Betacam, Hi8 y cine, el equipo del programa se dedicó a buscar a algunas de las personas que aparecían en las imágenes. Para lograrlo, acudieron a organismos de derechos humanos, partidos políticos y la Vicaría de la Solidaridad.
Durante el proceso de producción, el equipo de realizadores creció paulatinamente. Se unieron al grupo Claudio Marchant como director audiovisual, Tatiana Lorca y Mariana Carrasco como investigadoras y productoras periodísticas, Jerson Garrido como camarógrafo y director de fotografía, Javier Hernández como montajista y Benjamín Vicuña como conductor.
Aparte de las tomas de archivo, el programa cuenta con entrevistas realizadas por Vicuña que fueron filmadas en distintos lugares, como el Estadio Nacional, el Museo de la Memoria y los Derechos Humanos y la población La Victoria.

## Capítulos

### Capítulo 1
- El Estadio Nacional como centro de detención y tortura.
- Funeral de Pablo Neruda.
- Los allanamientos en las Torres de San Borja.
- el caso Hornos de Lonquén.
- Primeras protestas durante la dictadura.
- Población La Victoria , Pierre Dubois y asesinato de André Jarlan.

### Capítulo 2
- Chile se declara en Estado de sitio.
- El Caso Degollados.
- El caso quemados.

### Capítulo 3
- El Movimiento contra la Tortura Sebastián Acevedo.
- Frente Patriótico Manuel Rodríguez  y el Atentado contra Augusto Pinochet.
- Asesinato de José Carrasco Tapia.
- Protestas durante la Visita de Juan Pablo II a Chile.
- El Paro de Federici.
- El regreso de Inti-Illimani desde el exilio.

### Capítulo 4
- El Plebiscito nacional de Chile de 1988.
- Fracaso de la Guerra Patriótica Nacional.
- Asesinato de Jécar Nehgme.
- Elección de Patricio Aylwin como presidente y final de la dictadura.

## Controversia
Después de emitido su segundo episodio, la prensa informó que el programa había recibido ciento dieciséis denuncias de los telespectadores ante el Consejo Nacional de Televisión (CNTV). La mayoría de los reclamos señalaban que el contenido de Las imágenes prohibidas generaba odiosidad y división en el país. Otras cuarenta quejas hacían referencia a la visión sesgada que el programa mostraba de la historia, pero el CNTV desestimó estas últimas por considerar que Chilevisión hacía uso de su libertad de expresión. Al finalizar la miniserie, el Consejo informó que se recibieron doscientas setenta quejas en total, pero solo noventa y cinco fueron acogidas para tramitación.

## Lanzamiento en DVD
“Chile, las imágenes prohibidas” tuvo un promedio de 18 puntos y se convirtió en uno de los espacios más comentados en la prensa local y de amplia difusión en las redes sociales. En este DVD se muestran aquellas imágenes acerca del período militar que la televisión de entonces no podía emitir por la censura imperante. El material incluye los cuatro capítulos emitidos en septiembre pasado y está siendo comercializado en tres puntos de venta: Jumbo, Tottus y Feria Mix.

## Audiencia
Episodio más visto.

     Episodio menos visto.
| 1 | 14 de agosto de 2013    | 18,6 | Segundo | [ 6 ] |
| 2 | 21 de agosto de 2013    | 18,6 | Cuarto  | [ 7 ] |
| 3 | 28 de agosto de 2013    | 19,4 | Tercero | [ 8 ] |
| 4 | 4 de septiembre de 2013 | 18,2 | Cuarto  | [ 9 ] |